# Bir II
Bir II (m. 1296) foi maí (rei) do Império de Canem da dinastia sefaua e governou de 1277 a 1296.

## Vida
Era filho de Dunama II (r. 1210–1248), mas não se sabe quem foi sua mãe nem a linhagem que pertenceu, embora talvez fosse Magomi ou membro de uma das tribos de Canem; o explorador alemão do século XIX Heinrich Barth sugeriu origem lacmama para sua mãe. Segundo os cronistas, "em seu tempo [de Dunama], os filhos do sultão (Cadai e Bir) dividiram-se em fações diferentes; há havia facções." A rivalidade entre eles reflete conflitos dinásticos que já eclodiam no seio da sociedade de Canem desde o início do século XIII e talvez tenha como origem o crescente antagonismo da linhagem Magomi (a qual Cadai pertencia) e as tribos sedentárias do país. Bir sucedeu ao irmão Cadai (r. 1248–1277). Sob seu reinado, chegaram ao Canem dois xeiques fulas do Mai. Segundo o Girgam, ele "possuiu a terra" e morreu pacificamente na capital de Anjimi. Foi sucedido pelo filho Ibraim I (r. 1296–1315).